# Batalla de Beda Fomm
La batalla de Beda Fomm va ser l'acció final de l'operació Compass, l'ofensiva de l'exèrcit britànic en la fase inicial de la campanya del nord d'Àfrica, durant la Segona Guerra Mundial.
El ràpid avanç britànic durant l'Operació Compass (9 de desembre de 1940 - 9 de febrer de 1941) va obligar al 10è Exèrcit (itàlia) a evacuar Cirenaica, la província oriental de Líbia. A finals de gener, els britànics van saber que els italians es retiraven al llarg de la Via Balbia cap a Bengasi. La 7a Divisió Blindada va ser enviada per interceptar les restes del 10è Exèrcit movent-se pel desert, al sud del Jàbal al-Akhdar (‘la Muntanya Verda’) a través de Msus i Antelat mentre la 6a Divisió australiana perseguia als italians al llarg de la carretera de la costa, al nord del jàbal. El terreny era difícil per als tancs britànics i Combeforce, una columna volant de vehicles de rodes, es va enviar endavant al sud del jàbal
El 5 de febrer, Combeforce va arribar a la Via Balbia al sud de Bengasi i va bloquejar la carretera prop de Sidi Saleh, a uns 48 km al sud-oest d'Antelat i 32 km al nord d'Agedabia. Els elements capdavanters del 10è Exèrcit van arribar trenta minuts després que els britànics establissin l'emboscada. L'endemà, els italians van atacar per trencar el bloqueig i van continuar els seus atacs el 7 de febrer. Amb l'arribada de reforços britànics i els australians pressionant per la carretera des de Bengasi, el 10è Exèrcit es va rendir més tard aquell dia. Entre Bengasi i Agedabia, els britànics van fer 25.000 presoners, van capturar 107 tancs i 93 canons del total de 133.298 homes, 420 tancs i 845 canons capturats durant l'Operació Compass.

## Preludi
Després de la caiguda de Derna, el 29 de gener de 1941, les restes de l'exèrcit italià, dirigides pel general d'exèrcit Giuseppe Tellera es retiraven cap a la Tripolitana, per les carreteres d'Agedabia i El Agheila.
Un destacament motoritzat enviat a través del desert pel general britànic Richard O'Connor, l'anomenada Combeforce del coronel John Frederick Boyce Combe, va aconseguir precedir-los i bloquejar-los la tarda del 5 de febrer; cap al vespre se'ls va unir a la 4a Brigada Blindada del general John Alan Lyde Caunter que va consolidar decididament la barrera a través de la Via Balbia. Les forces blindades britàniques havien avançat pel desert amb gran rapidesa i en l'última etapa van cobrir 270 km en trenta-tres hores, una actuació sense precedents en la història de la guerra.
La Força Combe constava de dos esquadrons de cotxes blindats, un de l'11è Regiment d'Hússars i l'altre de la 2a Brigada de Fusellers, un esquadró de cotxes blindats de la RAF, sis canons de campanya Ordnance QF de 25 lliures i nou canons antitanc Bofors de 37 mm, per a un un total de 2.000 homes.

## Batalla

### 5 de febrer
El 5 de febrer, la 6a Divisió australiana va avançar per la Via Balbia, arribant a Barce malgrat els bloquejos de carreteres i les mines de l'enemic. La Força Combe va arribar a Antelat al matí i cap a les 12:30 els seus exploradors ja estaven observant Beda Fomm i Sidi Saleh, a 50 km al sud-oest de la mateixa Antelat i a 30 km al nord d'Agedabia. Poc després, una columna d'un comboi italià va topar amb les mines i va ser atacada per artilleria, canons antitanc i cotxes blindats, deixant en confusió als italians. Alguns Bersaglieri del 10è Exèrcit van intentar avançar per la mateixa carretera mentre que altres van intentar trobar vies d'escapament de l'emboscada britànica.
Els bersaglieri, sense l'ajuda de l'artilleria, no van aconseguir cap resultat però no van cedir i a la tarda el seu atac es va intensificar. Aleshores, la 2a Brigada de Fusellers britànica va creuar la Via Balbia entre les dunes, per bloquejar el camí cap al sud, entre la carretera i el mar. També es va enviar una unitat de la Força Combe per sobre del bloqueig de carretera, a través del desert, amb alguns canons antitanc i cotxes blindats per evitar que els italians es moguessin pel seu flanc. Diversos centenars de presoners van quedar atrapats en aquesta trampa.
Mentre esperava la 4a Brigada Blindada, Combe va explorar més al nord una zona amb una sèrie de carenes baixes i llargues una al costat de l'altra, on els tancs podien amagar-se de la carretera i encara podien disparar a curt abast. La 4a Brigada es va posar en marxa a les 7:30 i, viatjant en fila índia, va arribar a Antelat a les 16:00, on va contactar per ràdio amb els homes de Combe. Aquest últim va actualitzar la situació al comandant de brigada, el general Caunter, que va donar l'ordre d'atacar la columna italiana per reduir la pressió sobre la Combe Force. Caunter va ordenar que el 7è Regiment d'Hússars i l'artilleria carreguessin a tota velocitat al llarg de la Via Balbia, seguits pels tancs del 2n Regiment de Tancs Reials (2RTR), mentre que el 3r Regiment d'Hússars va ser enviat al nord-est per tallar la carretera de Soluch i Sceleidima. La resta de la brigada es va dirigir cap a l'oest a través de la sorra, aixecant núvols de pols, i finalment també va arribar a la Via Balbia.
Malgrat l'escassetat de combustible, el 7è Hússars va atacar la columna italiana en punts a 4 km de distància, per crear la màxima confusió. Els primers atacants van atrapar els italians immòbils i després es van dividir cap al nord i el sud per passar per davant del comboi en ambdues direccions, disparant a tot el que hi havia a la carretera. Es va oferir poc foc de retorn, perquè la majoria de les tropes italianes eren personal de rereguarda o civils i molts conductors italians van intentar escapar dirigint-se cap a l'oest de la carretera cap a les dunes de sorra i es van empantanar. Els camions que transportaven gasolina es van incendiar i van il·luminar el capvespre, il·luminant objectius per als artillers britànics i donant als tancs en ruta una fita per arribar-hi. L'artilleria britànica no va ser necessària, de manera que les tripulacions van reunir uns 800 presoners i van recuperar vehicles italians sense danys, especialment els que portaven gasolina per repostar els tancs encallats.
Set tancs del 2n RTR van arribar al nord de la posició ocupada pels pels hússars i van destruir la bateria antiaèria de l'aeròdrom de Benina a la llum dels vehicles en flames. Quan va caure la foscor, els atacs es van aturar malgrat el caos italià, perquè la 4a Brigada Blindada s'havia vist reduïda a treure la gasolina dels vehicles d'artilleria i saquejar subministraments italians per seguir endavant. S'havia d'anticipar un intent d'avenç italià millor organitzat i recolzat per al matí i els tancs es van retirar uns 3 km a l'est de la carretera per posar combustible i rearmar-se. Els moviments de vehicles italians al voltant de Ghemines i els informes de reconeixement aeri van mostrar que els italians havien aconseguit una mica de coordinació i que els reforços estaven arribant del nord. Es van veure dos tancs a la foscor, però les tripulacions es van rendir a un soldat britànic, quan va trucar a les seves escotilles. Més al sud, una patrulla de la Brigada de Rifles que escortava dos canons antitanc de la Royal Horse Artillery es va moure al llarg de la columna, disparant des de diferents punts per donar la impressió d'una força més gran i per mantenir els italians atrapats, mentre Combeforce s'atrinxerava i col·locava més mines.
Al nord, els australians van capturar Barce just després que els italians aconseguissin detonar un dipòsit de municions i després seguissin cap a Bengasi. Tellera va haver de retenir una part del Grup Babini, en lloc d'enviar-lo tot al sud per reforçar Bergonzoli, pels intents dels britànics de trencar cap a Agedabia. Els intents d'avenç cap al sud no es van poder reforçar del tot i els italians no podien esperar estar durant molt de temps sense ser molestats pels atacs britànics al llarg del comboi o l'avanç australià per la Via Balbia, cap a la cua de la columna. Quan la resta del Grup Babini va arribar a Beda Fomm, només va poder ser recolzat per grups d'artilleria i infanteria improvisats, que tenien poca idea de les disposicions britàniques, en absència de reconeixement.

### 6 de febrer

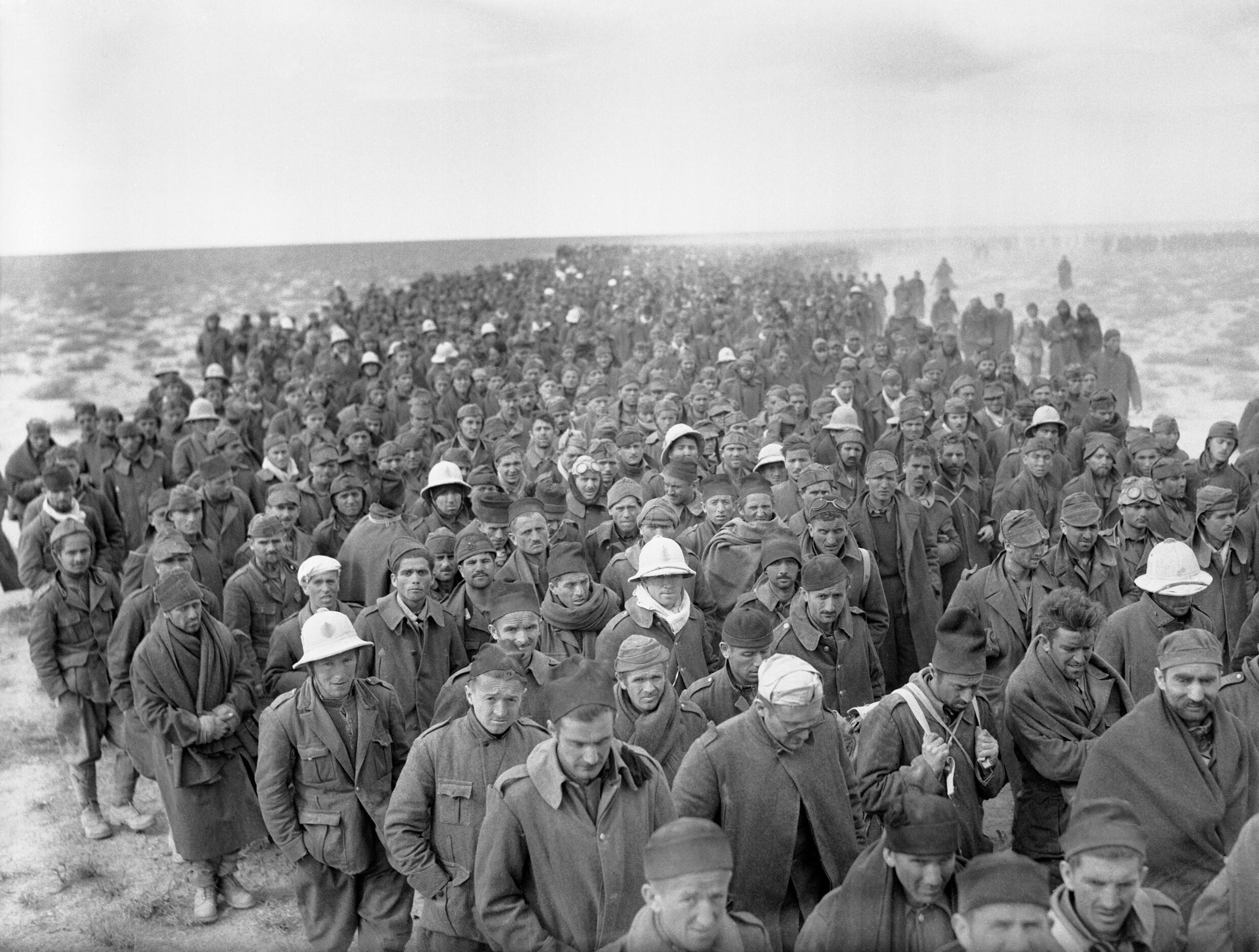
Soldats italians fets presoners durant l'Operació Compass

Durant la nit, Bergonzoli va organitzar un atac per la Via Balbia, per atrapar els britànics i un moviment de flanqueig del Grup Babini cap a l'est a través del desert, per posar-se darrere de la Combeforce, perquè la retirada de la 4a Brigada Blindada va fer creure a Bergonzoli que la força es concentraria en la defensa del bloqueig de la carretera. A les 8:30 del matí, el Grup Babini va avançar sense suport d'artilleria i sense coneixement de la situació més enllà de la primera carena a l'est. Caunter havia ordenat als tancs lleugers que prosseguissin l'assetjament als flancs del comboi i que els tancs italians s'havien de deixar als tancs mitjans, amb l'artilleria donant suport a les dues forces. Als britànics els quedaven 32 tancs mitjans i 42 tancs lleugers a prop dels italians a la Via Balbia, amb deu tancs mitjans i vuit lleugers amb el 1r RTR al nord, però aquests van ser retinguts per Creagh i enviats al sud des de Sceleidima fins a Antelat com a reserva. després que Creagh rebés informes que el 10è Exèrcit ja estava al sud de Ghemines. El 7è Grup de Suport, que només es va quedar amb el 1r King's Royal Rifle Corps (1r KRRC) i una mica d'artilleria, va ser retingut a Sceleidima per camps de mines coberts per l'artilleria i els tancs del destacament del Grup Babini. El 1r RTR va perdre el contacte amb la brigada i es va perdre en una tempesta de sorra i no hi havia suport aeri disponible, perquè els aeròdroms avançats ocupats per la RAF estaven fora d'abast, igual que els de la Regia Aeronautica, que només podia fer unes poques sortides a Beda Fomm.
A l'alba del 6 de febrer, els australians van continuar els seus atacs a Bengasi des del nord i el 1r KRRC va avançar lentament a Scledeima, on Bignami va rebre l'ordre de retirar-se a les 10:00 del matí., enviar el destacament del Grup Babini cap al sud per reforçar l'atac i mantenir els britànics fora de la part posterior de la columna; el 7è Grup de Suport va seguir la retirada, va ocupar Soluch i va enviar patrulles cap a Ghemines i Bengasi. Durant la matinada del 6 de febrer, les patrulles van informar que la columna italiana tenia diverses milles de llargada. El 2n Regiment de Tancs Reials (2n RTR) sostenia la posició de bloqueig en un turó baix i rodó a l'oest de Beda Fomm, des d'on es podia vigilar la carretera en ambdós sentits; més a l'oest hi havia 2 milles (3,2 km) de sorra plana entre la carretera i la platja. El 2n RTR tenia 19 tancs mitjans i 7 tancs lleugers encara operatius i havia d'aturar les columnes del 10è Exèrcit a la carretera. Al nord, els 7è hússars amb 1 tanc mitja i 29 tancs lleugers van ser enviats per trobar l'extrem nord de la columna italiana i atacar-lo des dels dos costats de la carretera. Un esquadró de tancs lleugers del 3r Hússars havia de vigilar amb el 1r RTR a les carreteres que conduïen al nord a Soluch i Scledeima des d'Antelat, on va deixar-hi 7 tancs mitjans i sis tancs lleugers per atacar el comboi a uns 6 km al nord de Beda Fomm.
A les 3:00 p.m. el 7è Hússars va trobar l'extrem nord de la columna italiana i van atacar, els 3rs Hússars al nord-est de Beda Fomm, enfrontats al Grup Babini, havien rebut l'ordre de mantenir-se ferms en la posició i el 2n RTR havia estat retirat per aviturallar-se. El 1r RTR va arribar des d'Antelat mentre queia la nit i va interceptar el Grup Babini, però diversos vehicles italians i trenta tancs van aconseguir passar. Bergonzoli va abandonar els intents d'enganxar el flanc oriental i va enviar l'últim destacament del grup Babini a l'oest a través de les dunes, just quan el 2n RTR va haver de rearmar-se, que va informar a les 6:00 p.m. que era incapaç d'aturar la columna principal, que havia començat a moure's cap al sud, a través del foc d'artilleria britànica. Caunter va ordenar a la 4a Brigada Blindada, que encara tenia quinze tancs mitjans operatius i 55 tancs lleugers, que ocupés posicions nocturnes més properes a Combeforce; el 1r RTR estava gairebé intacte.

### 7 de febrer
El 6 de febrer, la Combeforce s'havia enfrontat a atacs ben organitzats amb artilleria i suport de tancs, que havien estat rebutjats per la bateria C RHA i nou canons antitanc Bofors del 106è RHA. La infanteria italiana havia utilitzat tancs destrossats com a cobertura per al seu avanç, mentre que molts més van perdre l'esperança i es van rendir. Les tropes avançades de la 19a Brigada australiana havien entrat a Bengasi sense oposició durant la tarda, amb una gran benvinguda per part dels habitants libis i durant la nit O'Connor va ordenar a Mackay que enviés dos batallons d'infanteria més enllà de Bengasi, per atacar la cua de les columnes de el 10è Exèrcit. Just abans de l'alba del 7 de febrer, el 7è Grup de Suport va atacar l'extrem nord dels combois italians, el 2n RTR es va desplaçar cap al sud pel costat oest de la Via Balbia i el 1r RTR es va desplaçar cap a l'est, per cobrir el flanc del desert de la Combeforce. Als italians només els quedaven una trentena de tancs i planejaven obrir-se pas a través de Combeforce a l'alba, abans que els britànics poguessin atacar els flancs i la part posterior de la columna.
L'atac va comptar amb el suport d'artilleria tan bon punt va haver-hi prou llum veure el moviment dels canons antitanc de la 106a RHA. La infanteria de la 2a Brigada de Fusellers es va mantenir a cobert mentre les seves posicions van ser envaïdes pels tancs italians, que es van concentrar en els canons antitanc de la RHA. La bateria C 4th RHA va disparar contra les posicions de la Brigada de Fusellers mentre passaven els tancs i la Brigada de Fusellers va reprendre el foc contra la infanteria italiana seguint els tancs, per fixar-los. Els M13 van eliminar tots els canons antitanc menys un i van continuar entrant a l'àrea de la companyia de reserva, però el comandant de la bateria, el seu ajudant de camp i el cuiner van portar l'últim canó antitanc a un flanc. La tripulació improvisada va començar a disparar mentre els darrers M13 conduïen cap a la tenda de menjador dels oficials col·locada el dia anterior i va fer caure l'últim tanc a 20 yardes (18 m) de la tenda. A la carretera, els italians podien escoltar els motors dels tancs britànics als flancs i des de la part posterior i més al nord, la 4a Brigada Blindada va envoltar un altre grup, moment en què els italians es van rendir. Els australians havien arribat a El Magrun, 15 milles (24 km) al sud de Ghemines. La zona de Beda Fomm s'havia convertit en una línia de 15 milles (24 km) de camions destruïts i abandonats, uns 100 canons, 100 tancs noquejats o capturats i 25.000 presoners, entre ells Tellera (trobat mortalment ferit en un dels M13), Bergonzoli i l'Estat Major del 10è Exèrcit.

## Conseqüències
La derrota del 10è Exèrcit semblava significar que els britànics podien ocupar Cirenaica amb menys vaixells, homes i avions, sempre que l'ofensiva s'acabés. Els comandants de la Royal Navy i de la RAF estaven en contra d'una altra ofensiva, després d'haver donat suport a dues campanyes terrestres, proveït Malta i protegit Egipte de la creixent amenaça de la Luftwaffe. El 9 de febrer, Churchill va ordenar que s'aturés l'avanç i que s'enviessin tropes a Grècia (Operació Lustre), per participar en la guerra greco-italiana i prevenir una invasió alemanya. L'11 de febrer, Wavell va fer un tèbi suggeriment al Cap de l'Estat Major Imperial (CIGS) per continuar l'ofensiva, posant èmfasi en l'oposició de la RAF i la Marina. El 8 de febrer, l'11è hússars va patrullar cap a l'oest sense cobertura aèria fins a l'àrea 130 milles (210 km) a l'est de Sirte, capturant presoners i equipament i no trobant les defenses italianes organitzades.
Les primeres tropes del Deutsches Afrikakorps (DAK), van desembarcar a Tripolitana l'11 de febrer, com a part de l'Unternehmen Sonnenblume (Operació Gira-sol). Amb l'arribada del DAK (Generalleutnant Erwin Rommel) la derrota de l'Eix va acabar i els britànics es van enfrontar a un oponent millor equipat i liderat, durant un període de debilitat temporal. El 25 de març, el general Italo Gariboldi va substituir el mariscal Rodolfo Graziani que havia demanat ser rellevat com a governador general de Líbia. Wavell va nomenar Wilson governador militar de Cirenaica i va dissoldre el quarter general del XIII Cos (rebatejat Força del Desert Occidental), dispersant el seu personal qualificat i experimentat. El 14 de febrer l' 11è d'Hússars va patir un atac aeri devastador, els Stukas alemanys acabaven d'entrar en acció al nord d'Àfrica i Rommel començava la seva ofensiva.